# 蕪湖オリンピック・スポーツセンター・スタジアム
蕪湖オリンピック・スポーツセンター・スタジアム(ぶこオリンピック・スポーツセンター・スタジアム、中: 芜湖奥林匹克体育中心体育场)は、中国安徽省蕪湖市にある多目的スタジアムである。

## 概要
収容人数は40,000人、総敷地面積は11,3627平方メートル。陸上トラックとサッカー場を完備した陸上競技場の他、屋内競技用の体育館を完備する。
スタジアムは40,000人収容で、サッカー、陸上競技などに対応。中国サッカー・甲級リーグに所属していた安徽九方のホームスタジアムとして活用されていた。体育館は最大5,500人を収容する。

## 交通アクセス
中国国鉄皖贛線の蕪湖駅からタクシーで約5～10分。